# The Gift of Game
The Gift of Game — дебютный студийный альбом американской рэп-рок-группы Crazy Town, выпущен 9 ноября 1999 года в США компанией Columbia Records. Один из треков альбома «Butterfly» сумел достичь первого места Billboard Hot 100 24 марта 2001 года.
Во всем мире альбом был продан тиражом более чем 2,5 млн единиц, причём более чем 1,5 млн копий было издано только в США.

## Об альбоме
Девушка, облизывающая леденец на обложке альбома, это вымышленный персонаж, созданный группой Crazy Town, известный как «Маленькая Лолита» (англ. Little Lolita). Названия альбома и изображение «Маленькой Лолиты» основано на словах из песни «Lollipop Porn». Дизайн же выполнен отцом и дядей фронтмэна группы Шифти Шелшока.

## Реакция
Стив Хьюи из AllMusic назвал альбом «похожим на многие другие рэп-альбомы с оттенком альтернативного метала в том смысле, что он концентрируется на звучании, а не на структуре, агрессивное звучание с шлифовкой, шумно текстурированные гитары и основополагающее ощущение хип-хоп-битов». Хьюи утверждал, что, несмотря на признаки «ювенильного юмора» Limp Bizkit, альбом кажется «многообещающим». Эприл Лонг из NME раскритиковал альбом за его общие гитарные риффы и содержащие «некоторые из песен неандертальские тексты».

## Список композиций
| №   | Название                                                                   | Длительность |
| --- | -------------------------------------------------------------------------- | ------------ |
| 1.  | «Intro»                                                                    | 0:25         |
| 2.  | «Toxic»                                                                    | 2:48         |
| 3.  | «Think Fast» (featuring Dirty Unit)                                        | 3:52         |
| 4.  | «Darkside»                                                                 | 3:52         |
| 5.  | «Black Cloud» (featuring Jay Gordon of Orgy)                               | 5:02         |
| 6.  | «Butterfly» (sampled Red Hot Chili Peppers)                                | 3:36         |
| 7.  | «Only When I'm Drunk» (Tha Alkaholiks Cover)                               | 2:47         |
| 8.  | «Hollywood Babylon» (featuring Mad Lion)                                   | 4:23         |
| 9.  | «Face the Music»                                                           | 3:24         |
| 10. | «Lollipop Porn»                                                            | 3:54         |
| 11. | «Revolving Door» (sampled Siouxsie and the Banshees)                       | 3:40         |
| 12. | «Players (Only Love You When They're Playing)» (featuring Jenny Sipprelle) | 4:13         |
| 13. | «B-Boy 2000» (featuring KRS-One)                                           | 4:27         |
| 14. | «Outro (www.crazytown.com)»                                                | 1:19         |
| 32. | «The Gift of Game»                                                         | 0:55         |

(треки с 15 по 31 беззвучны)

## Продажи
| Страна         | Статус     | Дата       | Продажи    |
| -------------- | ---------- | ---------- | ---------- |
| Канада         | Платиновый | 11.08.2001 | 100,000+   |
| США            | Платиновый | 06.02.2001 | 1,500,000+ |
| Австралия      | Золотой    | 2001       | 35,000+    |
| Великобритания | Серебряный | 04.05.2001 | 60,000+    |

## Синглы
| Релиз | Название       | U.S. Hot 100 | U.S. Mod Rock | U.S. Main Rock | UK |
| ----- | -------------- | ------------ | ------------- | -------------- | -- |
| 1999  | Toxic          | -            | -             | -              | -  |
| 2000  | Darkside       | -            | -             | -              | -  |
| 2001  | Butterfly      | 1            | 1             | 21             | 3  |
| 2001  | Revolving Door | -            | -             | -              | 23 |

## Участники записи
- Эпик Мазур — вокал, клавишные
- Шифти Шеллшок — вокал
- DJ AM — вертушки
- Джэймс Брэдли мл. — ударные
- Раст Эпикью — гитара
- Энтони Вали — гитара
- Даг Миллер — бас-гитара
- Трой Ван Люиен — гитара в «Darkside»
- Джей Гордон — Клавишные в «Darkside», вокал в «Black Cloud»
- Стефен Констатино — Гитара «Revolving Door» и «Hollywood Babylon»